# Holzknecht-Raum

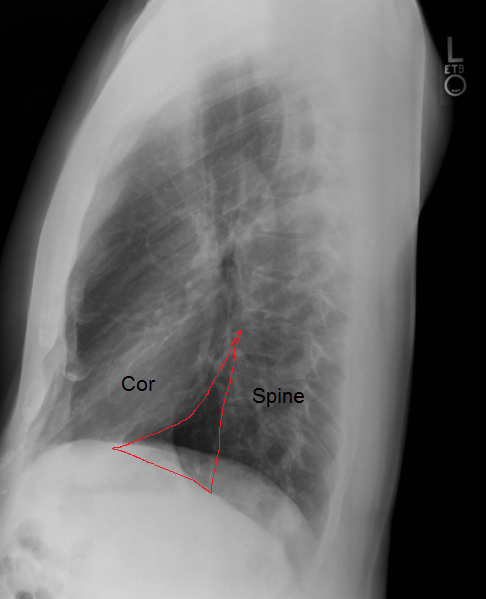
Holzknecht-Raum (rot)

Der Holzknecht-Raum oder Retrokardialraum (Abk. RCR, lat.: Spatium retrocardiale) ist ein Raum zwischen der hinteren Herzkontur (die dem linken Vorhof und Ventrikel entspricht) und der Wirbelsäule, auf seitlichen Röntgenaufnahmen des Brustkorbs. Er wurde nach Guido Holzknecht (1872–1931), einem Pionier der Radiologie und Universitätsprofessor in Wien, benannt.
Der Holzknecht-Raum ist bei Herzkrankheiten, die mit einer Vergrößerung der linken Herzhöhlen einhergehen, eingeengt, etwa bei Herzklappenfehlern. Er kann auch bei Gesunden schmal sein, z. B. bei Trichterbrust.